# バイトなう
『バイトなう』は、神楽つなによる日本の4コマ漫画作品。『週刊少年チャンピオン』（秋田書店）にて、2011年16号 から2011年21号 まで短期集中連載された。

## 概要
主人公の明日辛やるおがツイッター依存症のニート予備軍であるのを始めとし、主要キャラクター全員がダメな人間ばかりであることが特徴である。また、やるおやじっちゃんの他、モブキャラの多くが、神楽つなの他の諸作品同様、頭身の低いデフォルメキャラとして描かれている。
当初は、2011年19号までの連載予定だったが、評判が良いので2011年21号まで連載が延長された。

## ストーリー
明日辛やるおはニート予備軍の高校生。彼女の瀬戸まりあに、バイトをするよう勧められても、どこ吹く風。ところが、大事なゲーム機が壊れてしまって、さあ大変。ゲーム機を買いなおすため、仕方なくバイトをすることにしたが、バイト先の店長・パイはとんでもない非常識人。やることなすこと上手くいかないばかりか、その巻き添えで借金まみれになってしまった挙句、指名手配までされてしまった明日辛やるおの、明日はどっちだ!?

## 登場人物
明日辛 やるお（あすから やるお）
主人公。ツイッターとゲームに命をかける高校生。ニート予備軍。おこづかいは、月1000円。まりあとのデートでは、いつもマッグで携帯ゲーム機のDSPで遊ぶ。頼むメニューは100円ジュースで、ジュース代もまりあが払っている。
壊れてしまったDSPを買い換えるため、パイの店でバイトすることになったが、お金を稼ぐどころか逆に借金まみれになっていき、ツイッターのフォロワーまでいなくなってしまう。
ユーザー名は、@asukarayaruo
瀬戸 まりあ（せと まりあ）
やるおの彼女である女子高校生。眼鏡をかけた女の子。頼まれたら嫌とは言えない性格。やるおと付き合うことになったのも、「付き合って」と言われて断れなかったから。
ユーザー名は、@setomaria
パイ
某国のお嬢様。髪型をツインテールにした巨乳の女性。常識が無く、その発想も普通ではない。やるおをバイトに雇って様々な店を営業するが、どれも上手くいかない。
ユーザー名は、@oppaicurry
じっちゃん
パイの祖父。パイのお目付役を務めるが、パイ同様かなりの常識知らず。
ユーザー名は、パイと兼用。
モリソン
電遊病院の医者。髭を生やした男性。元は、『週刊少年チャンピオン』に掲載されていたゲーム紹介記事・『エリス&モリソン&パチの電遊日記』に登場したキャラクター。

## パイが営業した店
おっぱいカレー
日本人男子の好きな物1位と2位を組み合わせた結果、作られた店。開店後、1週間経っても客は1人も来なかった。
メニューは、「レトルトカレー」・「レトルトカレーにありったけのスパイスを投入した殺人カレー」・「じっちゃんを鍋に漬けてダシを取ったカレー」。
じっちゃんでダシを取っていたことが発覚し、保健所から営業停止命令が出される。
おっぱいちゃんこダイニング
おっぱいカレーの店が閉店に追い込まれた後に、開いた店。相撲取りが巨乳であることに目をつけ、何人もの力士をおっぱいスペシャリストとして集めている。
力士の胸の写真を、巨乳と偽ってツイッターにアップしたため、パイのフォロワーは増えたが、客は来なかった。
回る!! おっぱい寿司
おっぱいちゃんこダイニングが流行らないので、代わりに開店した屋台店。ボタンを押すと、屋台のいろんな場所が回転する。メニューは、パイの胸で挟んで温めた鉄火巻。
要冷蔵の鉄火巻を温めて出したせいで、食べた客が倒れたため、営業停止となる。逮捕される前に逃走したので、パイたちは警察から追われる身となった。